# 南京駅
南京駅（ナンキンえき）は中華人民共和国江蘇省南京市玄武区にある、中国鉄路総公司（CR）の鉄道駅であると同時に、南京地下鉄の駅で、1号線と3号線が乗り入れ、両路線の接続駅となっている。

## 利用可能な鉄道路線
中国国家鉄路システム
京滬線（滬寧線）
合寧線
寧銅線
寧啓線
寧西線
滬寧都市間鉄道
南京地下鉄システム
■1号線
■3号線
■9号線（事業中）

## 歴史
1968年の南京長江大橋の開通とともに開業した。それまでの南京のターミナルは下関駅（今の南京西駅）で、ここから鉄道連絡船で長江対岸の浦口駅（現・南京北駅）に渡るようになっていた。
- 1968年10月 - 中国国鉄開業。
- 2005年
  - 3月 - 中国国鉄改修工事開始。乗り場は3面8線から4面10線へ増やされた。
  - 8月12日 - 南京地下鉄1号線開業。
  - 9月1日 - 中国国鉄改修工事完成後の試験運用開始。
- 2010年7月1日 - 滬寧都市間鉄道が開通し、北側の新プラットフォームが使用開始になる。
- 2013年
  - 3月5日 - 中国国鉄解体。
  - 3月14日 - 中国鉄路総公司が発足。中国国鉄の駅は中国鉄路総公司の駅となる。
- 2015年4月1日 - 南京地下鉄3号線開業。

## 駅構造

### 中国鉄路総公司
上海鉄道局に属する一等旅客駅である。敷地総面積は120万平米、構内配線はもともと10本あり、その内本線2本、発着線5本、走行線1本、留置線2本となっており、プラットフォームは全長500mのものが4面あった。滬寧都市間鉄道の開業により北側に新プラットフォーム群が増設され、8面14線となった。

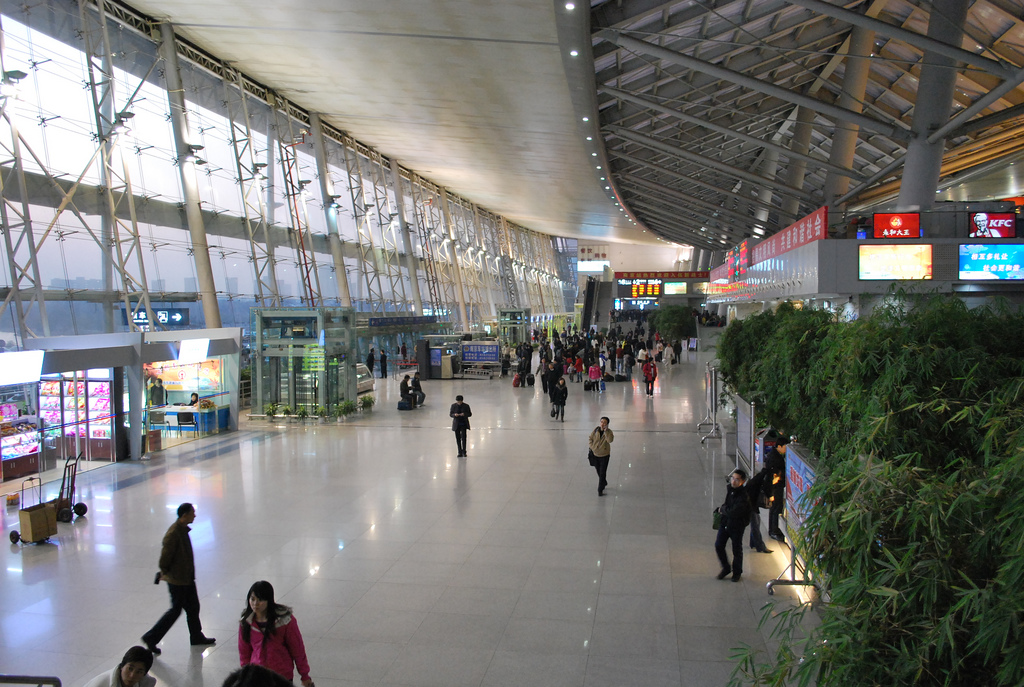
コンコース
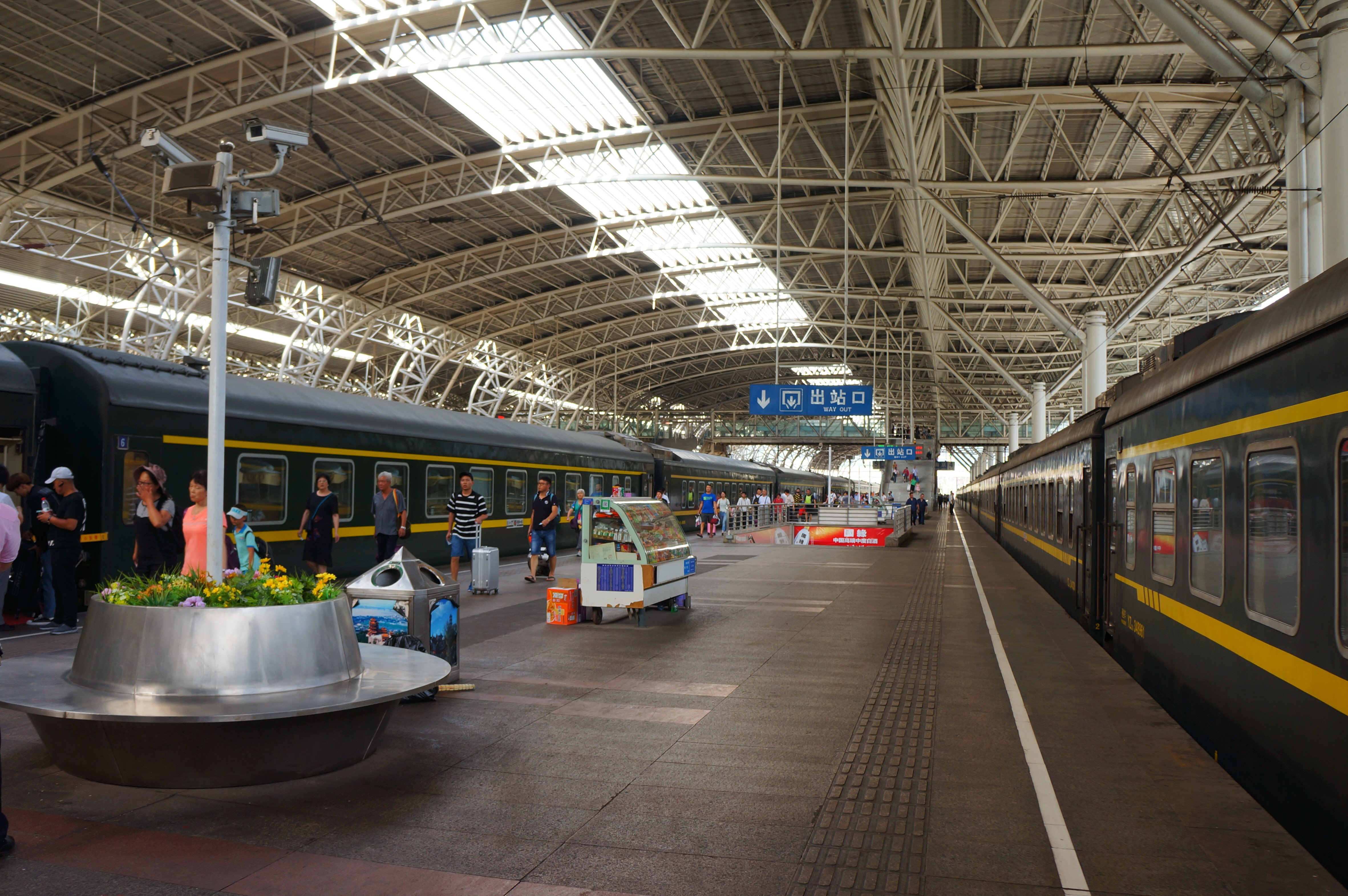
4・5番線（在来線ホーム）
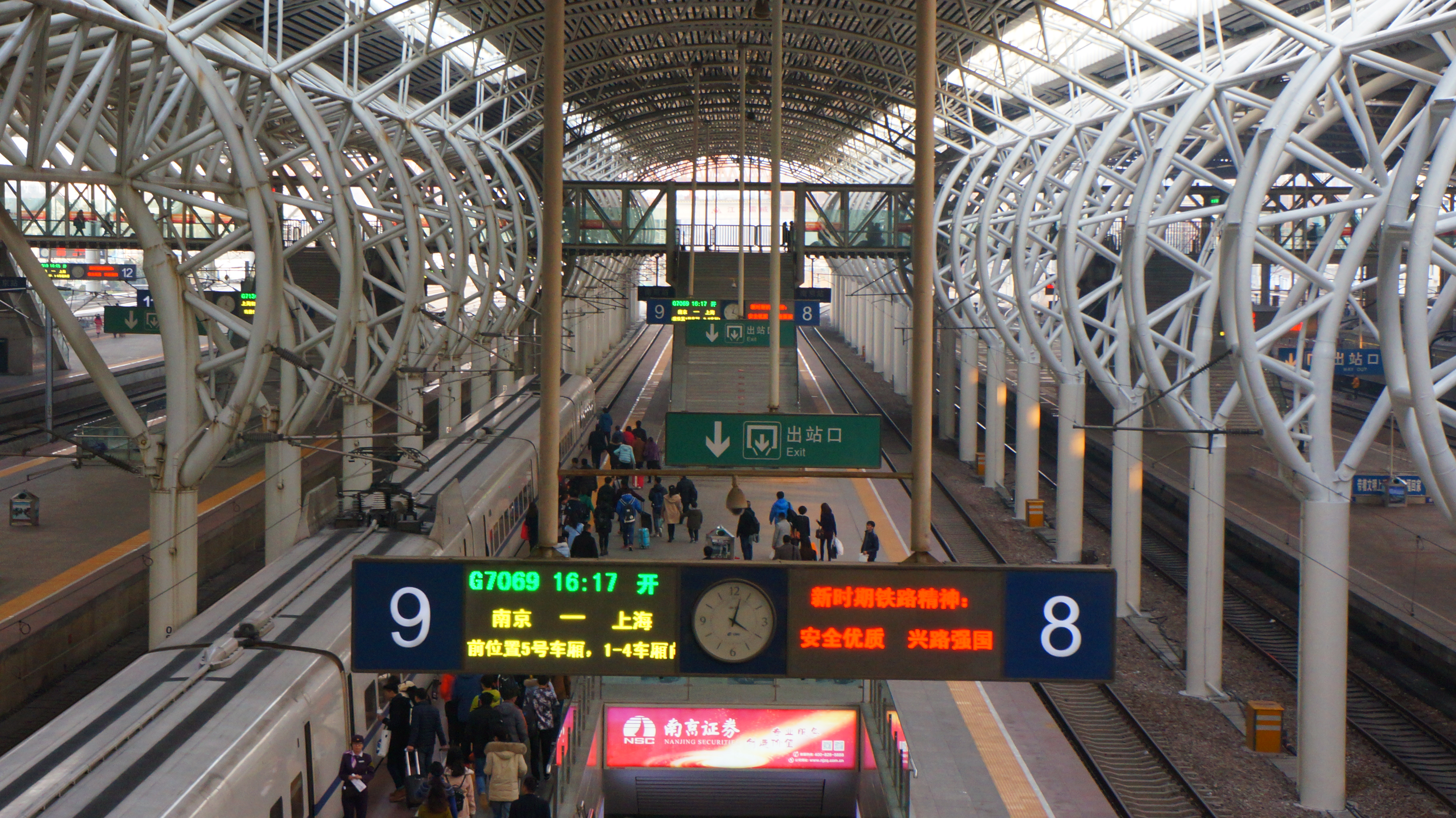
8・9番線（高速鉄道ホーム）

### 南京地下鉄
地下4層構造の地下駅である。
地下１階は改札階である。
地下2階は1号線ホームであり、島式ホーム1面2線を有する。地下4階は3号線ホームであり、島式ホーム2面4線を有する。その内3号線は内側2線を使用しており、外側2線は建設中の9号線が使用する予定である。

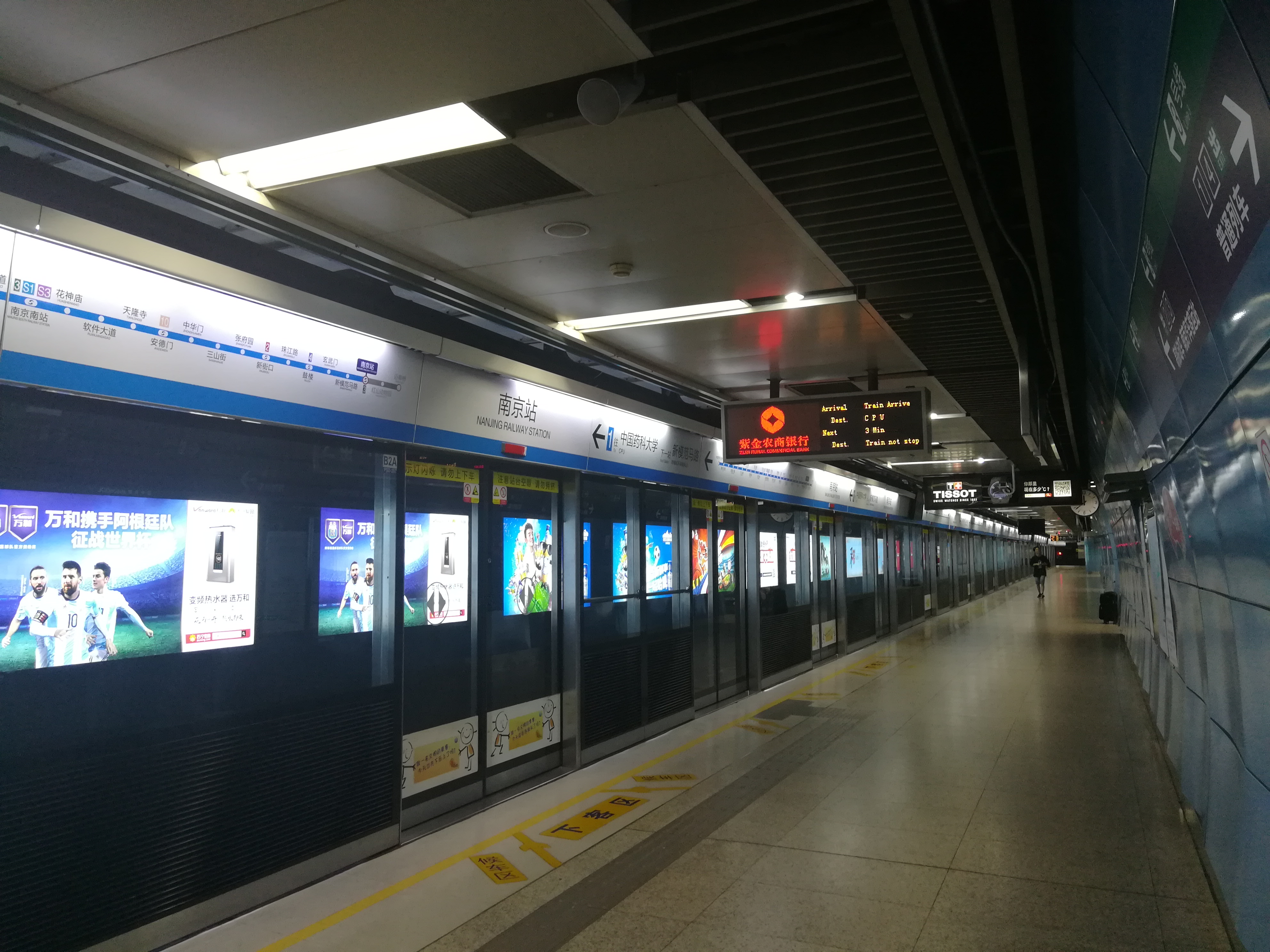
1号線ホーム
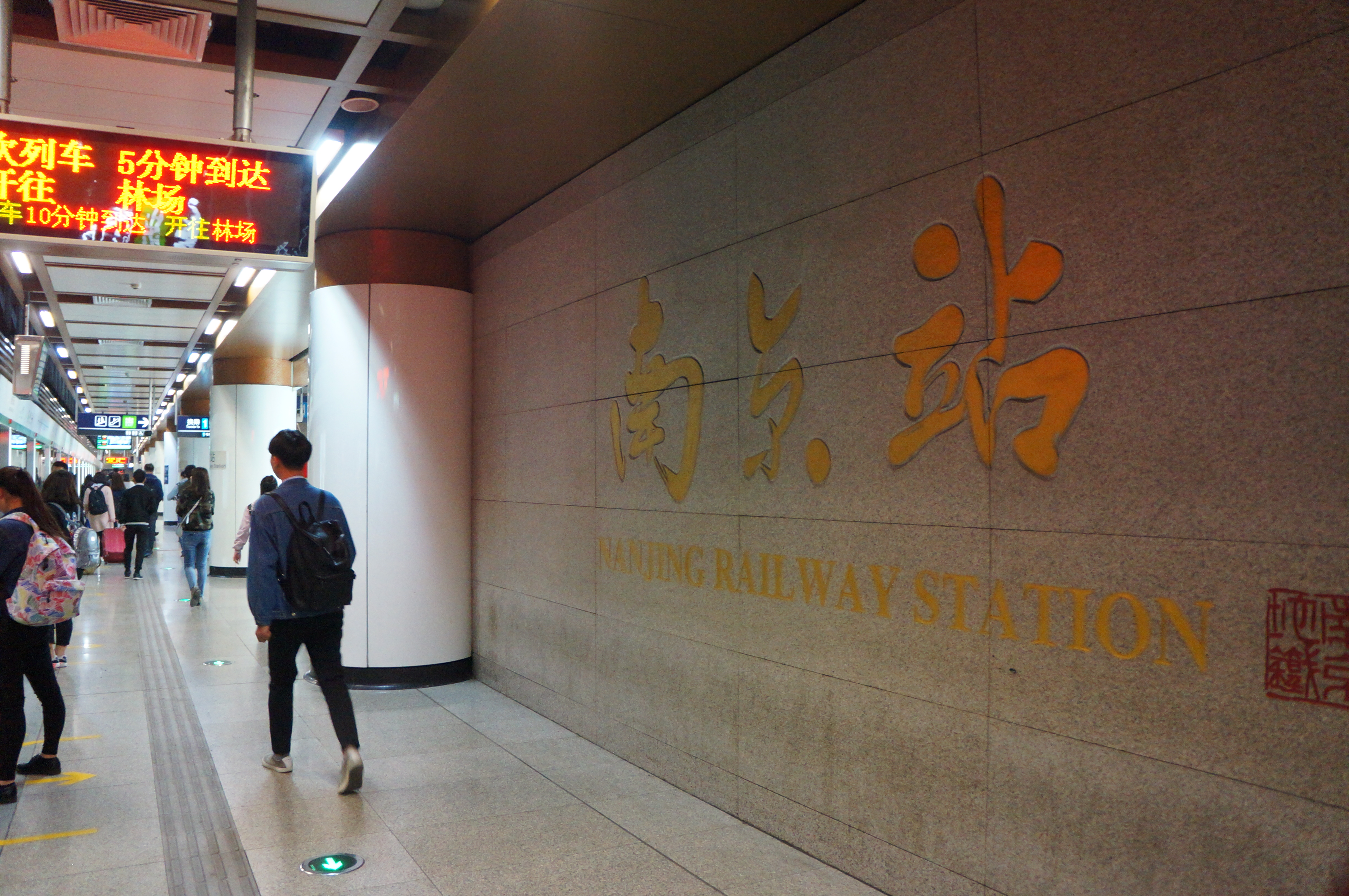
3号線ホーム

## 駅周辺
南京駅と中心市街地の間には広大な玄武湖公園があり、風光明媚な景色が広がっている。

## 隣の駅
中国鉄路総公司
京滬線
林場駅 - 南京駅 - 興衛村駅
合寧線
南京駅 - 全椒駅
寧銅線
南京西駅 - 南京駅 - 興衛村駅
寧啓線
南京駅 - 六合駅
寧西線
南京駅 - 林場駅
滬寧都市間鉄道
南京駅 - 仙林駅
南京地下鉄
 1号線
紅山動物園駅 - 南京駅 - 新模範馬路駅
■3号線
小市駅 - 南京駅 - 新荘駅